# خوليو مورينو
خوليو مورينو هو لاعب كرة قاعدة كوبي، ولد في 28 يناير 1921 في بلدية جوينيس في كوبا، وتوفي في 2 يناير 1987 في ميامي في الولايات المتحدة.

## روابط خارجية
- خوليو مورينو على موقعبيزبول رفرنس.كوم (الدوري الرئيسي) (الإنجليزية)
- خوليو مورينو على موقعبيزبول رفرنس.كوم (الدوري الثانوي) (الإنجليزية)